# Tartu
Tártu (južnoestonsko Tarto; zastarelo Tarbatu, Dorpat, Dorpt, Derpt, Jurjev) je drugo največje mesto v Estoniji za estonsko prestolnico Talin (z okoli 100.000 prebivalci). Oddaljen je 186 kilometrov jugovzhodno od Talina in 245 kilometrov severovzhodno od Rige, glavnega mesta Latvije. Od poletne počitniške prestolnice Estonije Pärnu na zahodu je oddaljen 176 kilometrov, najhitrejša pot z avtom pa je skozi Viljandi in Kilingi-Nõmme. Tartu leži ob reki Emajõgi (»mati rek«), ki povezuje dve največji estonski jezeri, Võrtsjärv in Čudsko jezero. Mesto ima istoimensko letališče.
Tartu pogosto velja za intelektualno središče države, zlasti ker je tu najstarejša in najbolj znana univerza v državi, Univerza v Tartuju; Tartu je tudi najstarejše mesto Estonije in drugih baltskih držav. V Tartuju so vrhovno sodišče Estonije, ministrstvo za izobraževanje in raziskave, estonski narodni muzej in najstarejše gledališče v estonskem jeziku Vanemuine. Je tudi rojstno mesto estonskih pesniških festivalov.
Bil je evropska prestolnica kulture leta 2024.

## Etimologija
Od leta 1918 se uporablja estonsko ime Tartu, a ker je bilo mesto v svoji zgodovini pod nadzorom različnih vladarjev, obstajajo različna imena v različnih jezikih. Večina jih na koncu izhaja iz najzgodnejše izpričane oblike, estonskega Tarbatu. Mesto je bilo v nemščini, švedščini in poljščini znano in ga včasih še vedno imenujejo Dorpat, različica Tarbatu. V ruščini je bilo mesto znano kot Юрьев (Jurjev po Juriju, krstno ime velikega princa Jaroslava I.) in kot Дерпт (Derpt, iz spodnjenemške različice Dorpat). Podobno je bilo mesto v latvijščini znano tudi kot Tērbata, medtem ko finsko govoreči uporabljajo toponim Tartto.

## Zgodovina

### Začetki
Arheološki dokazi o prvi stalni naselbini na območju sodobnega Tartuja segajo v 5. stoletje našega štetja. Do 7. stoletja so lokalni prebivalci zgradili leseno utrdbo na vzhodni strani hriba Toome (Toomemägi). V naslednjih stoletjih je naselje raslo in okrog 9. – 10. stoletja je postalo notranje trgovsko središče.
Prvi dokumentirani zapis tega območja so leta 1030 izdelali kronisti Kijevske Rusije. Jaroslav I., kijevski knez, je tistega leta napadel regijo, tam zgradil svojo utrdbo in jo poimenoval Jurjev. Tartu je ostal pod ruskim nadzorom do leta 1061, ko je po kronikah Jurijevo požgalo estonsko pleme Sosoli. Kmalu zatem so Estonci obnovili utrdbo. V 12. stoletju so se Estonci na eni strani ter Novgorodska in Pskovska republika na drugi strani večkrat sprli. V teh pohodih so Rusi zavzeli Tartu leta 1133 ali 1134 in pozimi 1191–1192, vendar ta začasna zajetja niso prinesla nobenih trajnih teritorialnih sprememb.

### Srednjeveška škofija
V obdobju severnih križarskih vojn v začetku 13. stoletja so utrdbo Tarbatu (ali Tharbata, Tartu) ponovno večkrat zavzeli križarski livonski vitezi - znani tudi kot livonski bratje meča (nemško Schwertbrüder) - in Estonci. Leta 1224, ko je Ugaunia priznala premoč Novgorodskih in Pskovskih knezov, ki so v trdnjavo poslali dodatne čete pod vodstvom kneza Vjačka Kukenoisa, so jo nemški križarji še zadnjič oblegali in osvojili. Kasneje, znan kot Dorpat (latinsko Tarbatum), je Tartu v poznem srednjem veku postal trgovsko središče velikega pomena in glavno mesto pol neodvisne škofije Dorpat.
Leta 1262 je vojska princa Dmitrija Pereslavla, sina Aleksandra Nevskega, napadla Dorpat, zavzela in uničila mesto. Njegovim vojakom ni uspelo zajeti škofovske trdnjave na hribu Toome. Dogodek je bil zabeležen tako v nemški kot v staroslovanski kroniki, ki je prinesla tudi prvi zapis o naselitvi nemških trgovcev in obrtnikov, ki je nastala ob škofovi trdnjavi.
V srednjem veku, potem ko je bil Livonski red leta 1236 uvrščen med tevtonske viteške redove, je mesto postalo pomembno trgovsko mesto. V 1280-ih se je Dorpat pridružil Hanzeatski ligi. Kot v vsej Estoniji in Latviji, večinoma nemško govorečem plemstvu, pa tudi v Tartu / Dorpatu (kot v Talinu) še bolj, je baltsko nemško meščanstvo, literati, prevladovalo v kulturi, religiji, arhitekturi, izobraževanju in politiki do konca 19. stoletja. Na primer, mestno hišo Dorpat je zasnoval arhitekt iz Rostocka v Mecklenburgu, univerzitetne zgradbe pa Johann Wilhelm Krause, še en Nemec. Številni, če ne večina študentov in več kot 90 odstotkov članov fakultete so bili nemškega rodu, v Tartuju pa je še danes mogoče najti številne kipe pomembnih učenjakov z nemškimi imeni. Večina Nemcev je odšla v prvi polovici 20. stoletja, zlasti kot del nacističnega programa Heim ins Reich po paktu Molotov – Ribbentrop leta 1939.

### Poljsko-litovska in švedska oblast
Leta 1558 je car Ivan Grozni napadel Tartu in začel Livonsko vojno. Sile pod poveljstvom Petra Phuiskega so mesto obkrožile in začele močno bombardiranje, bilo pa je tudi brez možnosti zunanje pomoči, zato se je mesto predalo. Tartujski škof je bil zaprt v Moskvi, s čimer se je dejansko končalo obdobje lokalne samouprave. V mestu sta leta 1564 Švedska in Rusija sklenili Dorpatski sporazum, s katerim je Rusija priznala Švedski pravice do Revala in nekaj gradov, Švedska pa Rusiji oblast v drugih delih Livonije. Po Jam Zapolskem sporazumu iz leta 1582 je mesto skupaj z južnimi regijami Livonske konfederacije postalo del Poljsko-litovske zveze. Leta 1598 je postalo glavno mesto vojvodstva Dorpat vojvodine Livonije. Leta 1583 je bila ustanovljena jezuitska gimnazija/kolegij? Gymnasium Dorpatense. Poleg tega je bilo v Tartuju organizirano prevajalsko semenišče, mesto pa je od poljskega kralja Štefana Báthoryja dobilo svojo rdeče-belo zastavo.
Dejavnosti gimnazije in semenišča je ustavila poljsko-švedska vojna (1600–1611). Že konec leta 1600 so sile Karla IX. Švedskega oblegale mesto, ki so ga branili trije prapori konjenikov in mestnih meščanov. Kljub večkratnim napadom Švedi niso mogli vstopiti v mesto. Končno je leta 1601 stotnik Hermann Wrangel zamenjal stran, napadel kastelana in odprl vrata švedskim silam. Mesto je 13. aprila 1603 po kratkem obleganju pod vodstvom hetmana Jana Karola Chodkiewicza prevzela poljsko-litovska zvezna država; približno 1000 švedskih vojakov se je predalo in so jih pospremili v Talin.
Kot posledica še ene poljsko-švedske vojne je leta 1625 Švedska znova zajela Tartu, tokrat dokončno. Z učinkom premirja iz Altmarka leta 1629 je mesto postalo del švedskih dominionov, zaradi česar je švedski kralj Gustav II. Adolf leta 1632 v Tartuju ustanovil Univerzo.

### Ruski imperij
Leta 1704 je mesto v navzočnosti samega carja Petra Velikega zavzela ruska vojska. Posledično je bila poškodovana približno četrtina mesta in večina utrdb. Leta 1708 so preostale utrdbe in hiše, vključno z ostanki škofovskega gradu, razstrelili, vse premičnine izropali in vse državljane deportirali v Rusijo. Z mirom v Nistadu leta 1721 je mesto postalo del Ruskega imperija in je bilo znano kot Derpt. Požari v 18. stoletju so uničili večino srednjeveške arhitekture, veliki požar v Tartuju leta 1775 je odstranil večino stavb v središču. Mesto je bilo obnovljeno v poznobaročnih in neoklasicističnih linijah, vključno z mestno hišo, ki je bila zgrajena med letoma 1782 in 1789. Leta 1783 je mesto postalo središče Derpt uyezda v Livonskem guvernoratu.
V drugi polovici 19. stoletja je bil Tartu kulturno središče za Estonce v obdobju romantičnega nacionalizma. Mesto je gostilo prvi estonski festival pesmi leta 1869. Prvo nacionalno gledališče Vanemuine je bilo ustanovljeno leta 1870. Tartu je bil tudi prizorišče za ustanovitev Društva estonskih pisateljev leta 1872.
Železniška postaja Tartu datira v leto 1876, ko je bila zgrajena proga Tapa – Tartu. Postaja je bila odprta leta 1877.
Leta 1893 je bilo mesto uradno preimenovano v staro rusko ime Jurjev. Univerza je bila nato leta 1895 rusificirana z uvedbo obvezne ruščine v poučevanje. Veliko univerzitetnega premoženja je bilo leta 1918 preseljeno v Voronež, med nemško okupacijo pa je univerza delovala pod imenom Landesuniversität Dorpat. Med estonsko vojno za neodvisnost je bila univerza v Tartuju 1. decembra 1919 ponovno odprta kot univerza v estonskem jeziku.

### Prvo obdobje neodvisnosti
Z estonsko neodvisnostjo po prvi svetovni vojni je mesto uradno postalo znano pod estonskim imenom Tartu. 2. februarja 1920 je bila v Tartuju (Tartujska pogodba) podpisana mirovna pogodba med boljševiki in Estonijo. Pogodba je pomenila, da se je sovjetska Rusija »za vse čase« odpovedala teritorialnim zahtevam do Estonije. Kot rezultat nacistično-sovjetskega pakta iz leta 1939 je Sovjetska zveza leta 1940 zasedla Estonijo in Tartu.
Leta 1920 je bila v Tartuju podpisana tudi mirovna pogodba med sovjetsko Rusijo in Finsko.
V medvojnem obdobju je bila zgrajena soseska Tähtvere, v nekdanjih stavbah dvorca Raadi je bil estonski narodni muzej (uničen med ofenzivo na Tartu leta 1944) in odprta umetniška šola Pallas.

### Sovjetsko obdobje
Med drugo svetovno vojno je umikajoča sovjetska armada velik del mesta in zgodovinski Kivisild (Kamniti most) (zgradila ga je Katarina II. Ruska v letih 1776–1778) nad reko Emajõgi delno uničila leta 1941 in skoraj popolnoma leta 1944 do takrat umikajoče se nemške vojske. Že močno poškodovani Tartu so sovjetske sile bombardirale 27. januarja 1943, 26. februarja 1944, 7. - 8. marca 1944 in 25. - 26. marca 1944. Po koncu vojne je večina zgodovinskega središča mesta ostala v ruševinah. Tudi manj poškodovane stavbe v celotnih mestnih četrtih so bile po ukazu okupacijskih oblasti podrte in velike površine zemljišč spremenjene v javne parke.
Po vojni je bil Tartu razglašen za 'zaprto mesto' za tujce, saj je bila na letališču Raadi, na severovzhodnem obrobju mesta, zgrajena letalska baza za bombnike. Bila je ena največjih vojaških zračnih baz v vzhodni Evropi in v njej strateški bombniki, ki so nosili jedrske bombe. Sama lokacija je bila tam, kjer je bila pred sovjetsko okupacijo estonska 2. letalska divizija. Na betonski vzletno-pristajalni stezi je zdaj velik trg rabljenih avtomobilov in se včasih uporablja za avtomobilske dirke. Na enem koncu starejšega pasu vzletno-pristajalne steze je bila zgrajena nova stavba Estonskega narodnega muzeja.
Letališče Tartu je bilo odprto na jugu mesta leta 1946. Poleg letališča je bila leta 1993 ustanovljena Estonska letalska akademija. V zasebni lasti je bil letalski muzej Estonije, ki je od letališča oddaljen 5 km vzhodno (7 km z avtomobilom) odprt za javnost leta 2002. V času Sovjetske zveze se je prebivalstvo Tartuja skoraj podvojilo s 57.000 na 100.000, deloma zaradi množičnega priseljevanja z drugih območij Sovjetske zveze, predvsem zaradi vojaške letalske baze.

### Sodobnost
Leta 1988 je Estonija po razglasitvi suverenosti od ZSSR izvedla volitve v nov neodvisen mestni svet. Njegov prvi predsednik je bil odvetnik Aino-Eevi Lukas, ki je svet vodil od leta 1989 do 1993. Svet je znova vzpostavil pravni zakonik in zunanje odnose v obdobju po osamosvojitvi.
Odkar je Estonija leta 1991 postala neodvisna, je bilo staro mestno jedro prenovljeno. Cerkev sv. Janeza, ki je bila v ruševinah od druge svetovne vojne, je obnovljena. Postavljenih je bilo veliko novih poslovnih in javnih zgradb (nakupovalni center Tartu, Tasku, trgovski center Emajõe, Lõunakeskus, Kvartal itd.). Najvišja stanovanjska stavba in lokalna znamenitost Tigutorn je bila odprta leta 2008.
Znanstveni center AHHAA se je leta 2011 preselil v novo stavbo, leta 2016 pa se je odprla nova glavna stavba Estonskega narodnega muzeja.

## Geografija
Mesto Tartu leži na obeh straneh reke Emajõgi ('mati rek', nemško Embach). Severno od mesta je istoimenska podeželska skupnost Tartu.
Tartu leži znotraj zmerno vlažnega celinskega podnebnega pasu (Dfb). Podnebje je glede na visoko zemljepisno širino precej milo, predvsem zaradi bližine Baltskega morja in toplega zračnega toka iz Atlantika. Kljub temu je celinski vpliv čutiti v vročih poletnih dneh in hladnih zimskih dneh, ko lahko temperatura občasno (vendar le redko) pade pod -30 ° C. Na splošno so poletja topla, zime pa hladne.
Vremenska postaja Tartu je v vasi Tõravere, približno 20 kilometrov od mesta, zato je dejanska temperatura v mestu morda nekoliko toplejša od uradnih povprečnih.

## Gospodarstvo
Tartu, ki je večinoma znan kot univerzitetno mesto, je tudi mesto težke industrije. Prehrambena industrija je bila tradicionalno pomembna za mestno gospodarstvo, med večjimi podjetji na tem področju pa so A. Le Coq, Tartu Mill in Salvest. Kroonpress je vodilno tiskarsko podjetje v baltskih državah.
Na začetku 21. stoletja so se v Tartu uveljavila številna podjetja ICT in druga visokotehnološka podjetja. Pomembni primeri so Playtech Estonija, Nortal (prej skupina Webmedia), ZeroTurnaround, Tarkon, Reach-U in Raintree Estonia. Skype ima pisarno v Tartuju. Univerza je ena največjih delodajalk, kar pojasnjuje velik delež visoko usposobljenih strokovnjakov - raziskovalcev, profesorjev, zdravnikov in Univerzitetna klinika Tartu je veljala za največjo delodajalko Tartuja.

## Izobraževanje in kultura
Mesto je najbolj znano po tem, da je tu univerza (prej znana kot univerza Dorpat; nemško: Universität Dorpat), ki je bila ustanovljena leta 1632 pod vodstvom švedskega kralja Gustava Adolfa. Tartu je predvsem zato znan kot Atene Emajõgija ali kot Heidelberg severa.
V Tartuju je tudi sedež estonske Univerze za znanosti o življenju, baltske obrambne šole, estonske letalske akademije (prej znane kot Tartu Aviation College) in estonskega ministrstva za izobraževanje in raziskave. Druge pomembne institucije vključujejo vrhovno sodišče Estonije (ponovno ustanovljeno v Tartu jeseni 1993), Estonski zgodovinski arhiv, Estonski narodni muzej, Estonski športni muzej ter najstarejše in najbolj znano gledališče v državi Vanemuine, kjer imajo predstave spoštovana baletna družba ter gledališke, operne in glasbene predstave.
V glasbi obstaja Šola za kompozicijo Tartu.
Večina skulptur v Tartuju je posvečenih zgodovinskim osebnostim. Med njimi so najbolj znani spomenik Barclayju de Tollyju na Barclayjevem trgu v središču mesta, spomenik Poljubljanje študentov na mestnem trgu in spomenik Gustavu II. Adolfu na Kuningaplatsu.

## Znanost
Tartu je že nekaj stoletij intelektualno središče Estonije in baltskih držav. Med znanstveniki, ki prihajajo iz Tartuja, so pionir embriologije Karl Ernst von Baer, pionir študij vedenja živali Jakob Johann von Uexküll in teoretik kulture in semiotik Jurij Mihajlovič Lotman. Johann Friedrich von Eschscholtz, baltski nemški zdravnik, naravoslovec in entomolog, se je rodil v Tartuju. Bil je eden prvih znanstvenih raziskovalcev pacifiške regije, ki je na Aljaski, Kaliforniji in Havajih izdeloval pomembne zbirke flore in favne. Nobelovec za kemijo Wilhelm Ostwald je študiral in delal v Tartuju. Tartujska šola je ena vodilnih znanstvenih šol v semiotiki.

## Znamenitosti
Arhitektura in urbanizem zgodovinskega Tartuja se v glavnem vračata v obdobje pred osamosvojitvijo, saj Nemci tvorijo zgornji in srednji sloj družbe in zato prispevajo številne arhitekte, profesorje in lokalne politike.
Najbolj opazne so stara luteranska cerkev sv. Janeza (estonsko Jaani Kirik, nemško Johanneskirche), mestna hiša iz 18. stoletja, univerzitetna stavba, ruševine stolnice iz 13. stoletja, botanični vrtovi, glavna nakupovalna ulica, mnogi stavbe okoli mestnega trga in trga Barclay.
Zgodovinsko revno območje, imenovano Supilinn (Južno mesto), je na bregu reke Emajõgi, blizu mestnega središča in velja za eno redkih preživelih 'revnih' sosesk Evrope iz 19. stoletja. Trenutno se Supilinn hitro obnavlja in se počasi preobraža iz zgodovinskega revnega naselja v prestižno sosesko visokega razreda. Aktivna skupnost, ki jo uteleša društvo Supilinn, je zavezana ohranjanju dediščine.
Druga svetovna vojna je uničila večje dele mestnega jedra, med sovjetsko okupacijo pa so postavili številne nove stavbe - predvsem novo gledališče Vanemuine. O učinkih vojne še vedno priča relativna obilica parkov in zelenja v zgodovinskem središču. Tipične sovjetske soseske blokov visokih stanovanj so bile zgrajene med drugo svetovno vojno in obnovo estonske neodvisnosti leta 1991, največje tovrstno okrožje je Annelinn.
Trenutno je Tartu znan tudi po več sodobnih stavbah z različico jeklo, beton in steklo, vendar je uspel ohraniti mešanico starih in novih stavb v središču mesta. Pomembna primera sta stolp Tigutorn in center Emajõe, ki sta bila zgrajena v sedanjem obdobju neodvisnosti; Tartujev najvišji in drugi najvišji stolp. Številna študentska populacija Tartuja pomeni, da ima razmeroma uspešno nočno življenje s številnimi nočnimi klubi, bari in restavracijami, vključno s pivnico z najvišjim stropom na svetu, v zgodovinski barutni kleti Tartu.
Vsako leto poleti Tartu gosti festival Hanzeatskih dni (estonsko Hansapäevad), da proslavi svojo hanzeatsko dediščino. Festival vključuje prireditve, kot so obrtne tržnice, zgodovinske delavnice in tekmovalni turnirji.

## Galerija
- Glavna stavba Univerze v Tartuju
- Botanični vrt Univerze v Tartuju
- Ločni most čez Emajõgi
- Kuradisild (Hudičev most)
- Ruševine katedrale in muzej Univerze v Tartuju
- Kapelica Teller v Tartuju v Estoniji. Zgrajena leta 1794
- Umetniški muzej Tartu
- Muzej pesniškega festivala
- "Mala hiša" gledališča Vanemuine
- Raekoja plats, Trg mestne hiše Tartu
- Cerkev sv. Petra
- Gimnazija Huga Treffnerja
- Veleblagovnica Tartu
- Estonski narodni muzej
- Železniška postaja Tartu

## Mednarodne povezave
Tartu ima uradne povezave (pobratena/sestrska mesta oz. mesta-dvojčki) z naslednjimi kraji po svetu:
- Bærum, Norveška
- Deventer, Nizozemska
- Ferrara, Italija
- Fredriksberg, Danska
- Hafnarfjörður, Islandija
- Hämeenlinna, Finska
- Kaunas, Litva
- Lüneburg, Nemčija
- Pskov, Rusija
- Riga, Latvija
- Salisbury, Maryland, ZDA
- Tampere, Finska
- Turku, Finska
- Uppsala, Švedska
- Vesprem, Madžarska
- Zutphen, Nizozemska